# 尼爾西艾

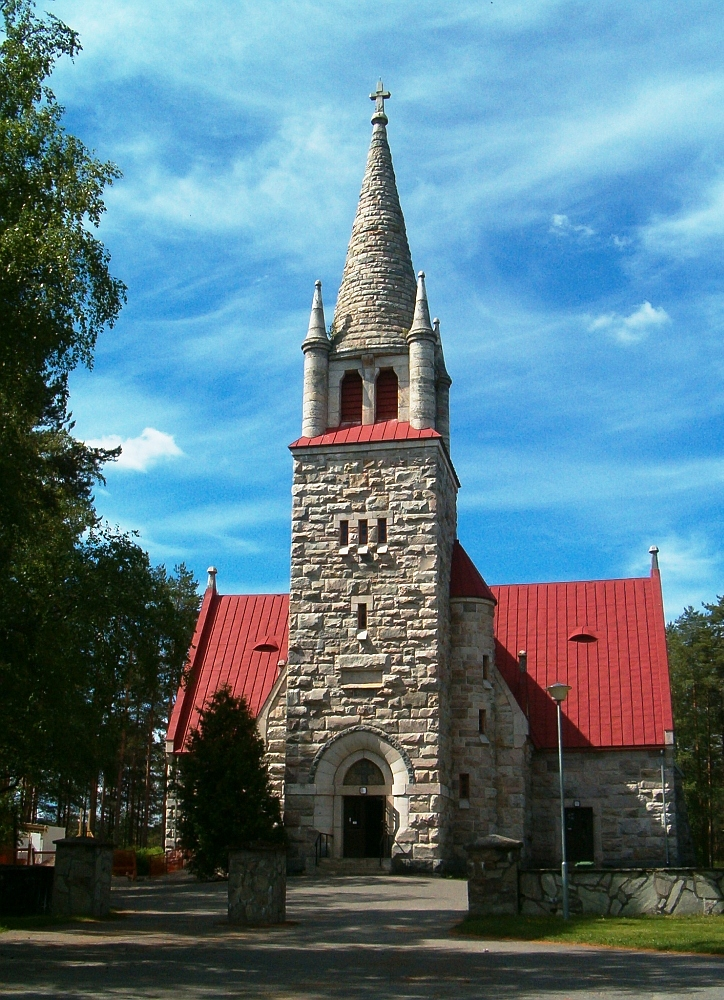
尼爾西艾教堂

尼爾西艾（芬蘭語：Nilsiä）是芬蘭北薩沃尼亞區的一个已废置的城市，位於該國中部，距離庫奧皮奧54公里，面積847.71平方公里，2012年人口6,507，其中約99%居民的母語是芬蘭語。2013年初时并入庫奧皮奧市。

## 外部連結
- 有关尼爾西艾市的信息 （页面存档备份，存于） （文）